# Água Preta
Água Preta is een gemeente in de Braziliaanse deelstaat Pernambuco. De gemeente telt 30.792 inwoners (schatting 2009).
De gemeente grenst aan Ribeirão, Barreiros, Gameleira, Tamandaré, Palmares, Xexéu en Joaquim Nabuco.